# Lijst van beschermd erfgoed in Ferrières
Onderstaande tabel geeft een overzicht van de beschermde erfgoederen in de gemeente Ferrières. Het beschermd erfgoed maakt deel uit van het cultureel erfgoed in België.
| Object | Bouwjaar/architect | Deelgemeente | Adres                                        | Coördinaten                   | Nummer?                | Afbeelding                                                                                 |
| --- | ------------------ | ------------ | -------------------------------------------- | ----------------------------- | ---------------------- | ------------------------------------------------------------------------------------------ |
| Boerderij van House |                    |              | Au Clocher n°14                              | 50° 23' 58" NB, 5° 36' 11" OL | 61019-CLT-0001-01 Info | Boerderij van House                                                                        |
| Klooster van Bernardfagne: portaal, exterieur toren, gebouwen van de binnenplaats (en de kapittelzaal met tafels ingebed in de hout- en stucwerk) |                    |              | allée de Bernardfagne n°7                    | 50° 25' 25" NB, 5° 38' 3" OL  | 61019-CLT-0002-01 Info |                                                                                            |
| Rotsen van Sy |                    |              |                                              | 50° 23' 53" NB, 5° 32' 9" OL  | 61019-CLT-0003-01 Info | Rotsen van Sy                                                                              |
| Ruïnes van het fort van Logne en omgeving |                    |              |                                              | 50° 23' 49" NB, 5° 31' 55" OL | 61019-CLT-0004-01 Info | Ruïnes van het fort van Logne en omgeving                                                  |
| Het koor van de oude kerk Saints-Pierre-et-Paul de Vieuxvilles, omgevormd tot kerkhofkapel                                                        |                    |              |                                              | 50° 23' 44" NB, 5° 33' 2" OL  | 61019-CLT-0005-01 Info | Het koor van de oude kerk Saints-Pierre-et-Paul de Vieuxvilles, omgevormd tot kerkhofkapel |
| Boerderij van Bouverie |                    |              | rue de la Bouverie, n°1 (M) et alentours (S) | 50° 23' 40" NB, 5° 32' 59" OL | 61019-CLT-0006-01 Info |                                                                                            |
| Eik |                    |              |                                              | 50° 23' 30" NB, 5° 40' 45" OL | 61019-CLT-0007-01 Info |                                                                                            |
| De linde van Lognards |                    |              |                                              | 50° 26' 52" NB, 5° 35' 50" OL | 61019-CLT-0010-01 Info | De linde van Lognards                                                                      |
| Kasteel van Fanson n°1 en het ensemble van het kasteel en zijn directe omgeving                                                                   |                    |              |                                              | 50° 27' 17" NB, 5° 37' 12" OL | 61019-CLT-0011-01 Info | Kasteel van Fanson n°1 en het ensemble van het kasteel en zijn directe omgeving            |
| Kapel Sainte-Barbe en diens omgeving |                    |              |                                              | 50° 22' 55" NB, 5° 38' 3" OL  | 61019-CLT-0012-01 Info | Kapel Sainte-Barbe en diens omgeving                                                       |
| Kapel Sainte-Barbe |                    |              |                                              | 50° 22' 56" NB, 5° 38' 9" OL  | 61019-CLT-0013-01 Info |                                                                                            |
| Rotsen van Vierge en de vallei van Bléron |                    |              |                                              | 50° 26' 40" NB, 5° 33' 48" OL | 61019-CLT-0015-01 Info | Rotsen van Vierge en de vallei van Bléron                                                  |
| De muurschilderingen (circa 1500) van de romaanse kapel Saints-Pierre-et-Paul                                                                     |                    |              | Vieuxville                                   | 50° 23' 44" NB, 5° 33' 2" OL  | 61019-PEX-0001-01 Info | De muurschilderingen (circa 1500) van de romaanse kapel Saints-Pierre-et-Paul              |